# Fußball-Verbandsliga Südwest 2009/10
Die Fußball-Verbandsliga Südwest 2009/10 war die zweite Saison der sechstklassigen Verbandsliga Südwest im regionalen Männerfußball des südlichen Teils des Landes Rheinland-Pfalz.

## Teilnehmer
Für die Spielzeit 2009/10 qualifizierten sich folgende Vereine, anders als in der Vorsaison gab es keinen Absteiger aus der Oberliga:
- Die verbliebenen Mannschaften aus der Verbandsliga Südwest Saison 2008/09:
  - SV Gonsenheim
  - TuS Hohenecken
  - FV Dudenhofen
  - Fontana Finthen
  - Südwest Ludwigshafen
  - SpVgg Ingelheim
  - 1. FC Haßloch
  - Arminia Ludwigshafen
  - SG Blaubach-Diedelkopf
  - ASV Fußgönheim

- Die Meister der Landesligen 2008/09:
  - TSG Kaiserslautern (West)
  - ATSV Wattenheim (Ost)

- Der Zweitplatzierte der Landesliga Ost 2008/09
  - TSG Pfeddersheim

## Abschlusstabelle
| Pl.               | Verein                  | Sp. | S  | U | N  | Tore    | Diff. | Punkte |
| ----------------- | ----------------------- | --- | -- | - | -- | ------- | ----- | ------ |
| 1.                | SV Gonsenheim           | 30  | 19 | 6 | 5  | 060:240 | +36   | 63     |
| 2.                | TuS Hohenecken          | 30  | 18 | 5 | 7  | 055:350 | +20   | 59     |
| 3.                | FV Dudenhofen           | 30  | 16 | 5 | 9  | 056:360 | +20   | 53     |
| 4.                | TSG Pfeddersheim (N)    | 30  | 15 | 7 | 8  | 060:420 | +18   | 52     |
| 5.                | TB Jahn Zeiskam         | 30  | 15 | 4 | 11 | 055:410 | +14   | 49     |
| 6.                | Ludwigshafener SC       | 30  | 13 | 8 | 9  | 074:590 | +15   | 47     |
| 7.                | Arminia Ludwigshafen    | 30  | 14 | 4 | 12 | 050:490 | +1    | 46     |
| 8.                | SpVgg Ingelheim         | 30  | 14 | 4 | 12 | 050:380 | +12   | 46     |
| 9.                | SG Blaubach-Diedelkopf  | 30  | 11 | 7 | 12 | 048:560 | −8    | 40     |
| 10.               | ATSV Wattenheim (N)     | 30  | 11 | 6 | 13 | 054:630 | −9    | 39     |
| 11.               | Südwest Ludwigshafen    | 30  | 10 | 8 | 12 | 045:550 | −10   | 38     |
| 12.               | TSG Kaiserslautern (N)  | 30  | 9  | 8 | 13 | 038:540 | −16   | 35     |
| 13.               | Fontana Finthen         | 30  | 9  | 5 | 16 | 031:440 | −13   | 32     |
| 14.               | 1. FC Haßloch           | 30  | 8  | 5 | 17 | 022:420 | −20   | 29     |
| 15.               | ASV Fußgönheim          | 30  | 5  | 9 | 16 | 025:490 | −24   | 24     |
| 16.               | Eintracht Bad Kreuznach | 30  | 6  | 2 | 22 | 036:720 | −36   | 20     |
| Stand: Saisonende |                         |     |    |   |    |         |       |        |

Die Meisterschaft gewann der SV Gonsenheim. Der ASV Fußgönheim sowie die Eintracht Bad Kreuznach mussten nach dieser Saison in ihre jeweilige Landesliga absteigen. Als Aufsteiger kamen zur nächsten Saison aus der Landesliga die SG Rieschweiler als Meister und der Zweitplatzierte SV Hermersberg (West) sowie der VfB Bodenheim (Ost). Zwischen dem Zweitplatzierten DJK-SV Phönix Schifferstadt und dem Drittplatzierten TuS Altleiningen, gab es noch ein Entscheidungsspiel um den zweiten Platz, welches Altleiningen mit 5:0 gewinnen konnte. Der mögliche Aufstieg wurde allerdings nicht wahrgenommen. Zur nächsten Saison nahm die Mannschaft des ATSV Wattenheim zudem auch nicht mehr an der Liga teil.
| (N) | Aufsteiger aus den Landesligen 2008/09 |